# Tatiana Țîbuleac
Tatiana Țîbuleac   (Chisinau, 15 d'octubre de 1978) és una escriptora, periodista i traductora moldava-romanesa.

## Biografia
Tatiana Țîbuleac va néixer a la capital de Moldàvia, Chisináu. El seu pare era periodista i la seva mare editora, per la qual cosa va créixer envoltada de llibres i periòdics i es va aficionar aviat a la lectura.
Va estudiar periodisme i comunicacions en la Universitat Estatal de Moldàvia i durant aquests anys ja va començar a col·laborar amb diversos mitjans en qualitat de traductora, correctora i reportera.

## Trajectòria
El 1995 Țîbuleac va començar a treballar en el periòdic FLUX, de gran difusió en aquesta època a Moldàvia. Poc després va tenir la seva pròpia columna, anomenada "Povești adevărate" ('Històries veritables').
Quatre anys més tard va passar a treballar en la televisió, en un canal moldau anomenat Pro TV Chișinău, on va començar com a reportera i posteriorment va ser presentadora, especialitzada en temes socials.
El 2007 va deixar el periodisme i es va traslladar a París el 2008. Segons ella va contar, li va anar molt bé el canvi de vida per trobar una manera nova d'escriure.
Va publicar a Moldàvia el seu primer llibre Rondalles modernes, el 2014. Es tracta d'una col·lecció de 50 històries curtes sobre la migració. El llibre va tenir el seu origen arran de diverses publicacions a Facebook, fetes amb el propòsit d'inspirar a les persones que vivien lluny de la seva llar i parlar sobre la migració des d'una perspectiva diferent. Les opinions i els debats generats en la xarxa social van fer de Rondalles modernes un fenomen dels més populars aquell any.
La seva primera novel·la L'estiu en què la meva mare va tenir els ulls verds es va publicar el 2017.Segons alguns mitjans, "una crua i íntima reflexió sobre les relacions maternofiliales que apel·la per força de l'amor i el perdó" i també la crítica va destacar la poesia que destil·la l'estil descarnat de l'autora. La novel·la va guanyar múltiples premis literaris i ha estat traduïda a diversos idiomes. A Bucarest es va fer una obra de teatre de la novel·la.
El 2018 va publicar la seva segona novel·la Jardí de vidre per la qual li van concedir el Premi de la Unió Europea de Literatura. La seva obra ha estat traduïda al francès, polonès, alemany, noruec, castellà i català.

## Obres
- 2014 Rondalles modernes
- 2016 L'estiu en què la meva mare va tenir els ulls verds, traduïda al català per Corina Oproae (Amsterdam, 2022)[13]
- 2018 Jardí de vidre, traduïda al català per Antònia Escandell Tur (Les Hores, 2021)

## Premis i reconeixements
- 2020. Premi Les Llibreries Recomanen (CEGAL)
- 2019. Premi Cálamo Llibre de l'any 2019 per l'estiu que la meva mare va tenir els ulls verds.[3][14]
- 2019. Llibre de l'Any de les Llibreries de Madrid (Finalista)
- 2018. Premi de la Unió d'Escriptors Moldaus (Romania)
- 2018. Premi Observator Cultural (Romania)[15]
- 2019. Premi Lyceum (Romania)
- 2019. Premi de Literatura de la Unió Europea.[11]